# جایزه انجمن منتقدان فیلم سن دیگو برای بهترین بازیگر مرد
جایزه انجمن منتقدان فیلم سن دیگو برای بهترین بازیگر مرد (به انگلیسی: San Diego Film Critics Society Award for Best Actor) یک جایزه فیلم سالانه است که برای تقدیر از عالی‌ترین دستاوردهای بازیگری مرد در فیلمسازی توسط انجمن منتقدان فیلم سن دیگو اهدا می‌شود.

## برندگان

### دهه ۱۹۹۰
| سال  | برنده       | فیلم              | نقش         |
| ---- | ----------- | ----------------- | ----------- |
| ۱۹۹۶ | کنت برانا   | هملت              | هملت        |
| ۱۹۹۷ | جک نیکلسون  | بهتر از این نمی‌شه | ملوین یودال |
| ۱۹۹۸ | ایان مک‌کلن  | خدایان و هیولاها  | جیمز ویل    |
| ۱۹۹۹ | کوین اسپیسی | زیبایی آمریکایی   | لستر برنام  |

### دهه ۲۰۰۰
| سال  | برنده             | فیلم                                        | نقش                      |
| ---- | ----------------- | ------------------------------------------- | ------------------------ |
| ۲۰۰۰ | راسل کرو          | گلادیاتور                                   | ماکسیموس دسیموس مریدیوس  |
| ۲۰۰۱ | گای پیرس          | یادگاری                                     | لئونارد                  |
| ۲۰۰۲ | دنیل دی-لوئیس     | دارودسته‌های نیویورکی                        | ویلیام «بیل قصاب» کاتینگ |
| ۲۰۰۳ | چیویتل اجیوفور    | چیزهای زیبای کثیف                           | اوکوِی                    |
| ۲۰۰۴ | جیم کری           | درخشش ابدی یک ذهن پاک                       | جوئل بریش                |
| ۲۰۰۵ | فیلیپ سیمور هافمن | کاپوتی                                      | ترومن کاپوتی             |
| ۲۰۰۶ | کن تاکاکورا       | هزاران مایل سواری تنهایی (چیان لی زو دن چی) | گو-ایچی تاکاتا           |
| ۲۰۰۷ | دنیل دی-لوئیس     | خون به پا خواهد شد                          | دنیل پلینویو             |
| ۲۰۰۸ | میکی رورک         | کشتی‌گیر                                     | رندی رابینسون            |
| ۲۰۰۹ | کالین فرث         | یک مرد مجرد                                 | جرج فالکونر              |

### دهه ۲۰۱۰
| سال  | برنده                | فیلم            | نقش             |
| ---- | -------------------- | --------------- | --------------- |
| ۲۰۱۰ | کالین فارل           | اوندین          | سیراکیوز        |
| ۲۰۱۱ | مایکل شنون           | پناه بگیر       | کرتیس لافورچ    |
| ۲۰۱۲ | دنیل دی-لوئیس        | لینکلن          | آبراهام لینکلن  |
| ۲۰۱۳ | اسکار آیزاک          | درون لوین دیویس | لوین دیویس      |
| ۲۰۱۴ | جیک جیلنهال          | شبگرد           | لو بوم          |
| ۲۰۱۵ | لئوناردو دی‌کاپریو    | بازگشته         | هیو گلاس        |
| ۲۰۱۶ | کیسی افلک            | منچستر بای د سی | لی چندلر        |
| ۲۰۱۷ | جیمز مک‌آووی          | شکافته          | کوین وندل کرامب |
| ۲۰۱۸ | ایثن هاک             | نخستین اصلاح‌شده | کشیش ارنتس تالر |
| ۲۰۱۹ | آدام درایور (برابر)  | داستان ازدواج   | چارلی باربر     |
| ۲۰۱۹ | واکین فینیکس (برابر) | جوکر            | جوکر            |

### دهه ۲۰۲۰
| سال  | برنده    | فیلم      | نقش        |
| ---- | -------- | --------- | ---------- |
| ۲۰۲۰ | ریز احمد | صدای متال | روبن استون |